# Chiara Matraini
Chiara Matraini, née le 4 juin 1515 à Lucques et morte dans cette ville le 8 novembre 1604, est une poétesse italienne du Cinquecento dans la lignée de Pétrarque,

## Œuvres
- Rime e prose, Lucca: Busdraghi, 1555
- Orazione d'Isocrate a Demonico figliuolo d'Ipponico, circa a l'essortazione de' costumi, che si convengono a tutti i nobilissimi giovani: di latino in volgare tradotta, Firenze: Torrentino 1556
- Meditazioni spirituali, Lucca: Busdraghi, 1581
- Considerazioni sopra i sette salmi penitenziali del gran re e profeta David, Lucca; Busdraghi, 1586
- Breve discorso sopra la vita e laude della Beatissima Vergine e Madre del Figliuol di Dio, Lucca; Busdraghi 1590
- Le lettere della signora Chiara Matraini e la prima e seconda parte delle sue rime, Lucca: Busdraghi 1595
- Dialoghi spirituali con una notabile narrazione alla grande Academia de' Curiosi e alcune sue rime e sermoni, Venezia: Fioravanti Prati 1602
- Chiara Matraini, Rime e lettere, edizione critica a cura di G. Rabitti, Bologna: Commissione per i testi di lingua 1989